# THE GIFT (Hi-STANDARDのアルバム)
『THE GIFT』（ザ・ギフト）は、日本のパンク・ロックバンド、Hi-STANDARDの4枚目のフルアルバム。2017年10月4日発売。

## 概要
前作からおよそ18年ぶりにリリースしたアルバム。
2017年7月13日、突然広告看板が設置されたことで本作のリリースが発表された。
初動売り上げは12.2万枚を記録し、自身初のオリコン週間アルバムランキング1位を記録。

## 収録曲
1. All Generations
作詞：横山健 難波章浩 / 作曲：Hi-STANDARD
2. The Gift
作詞：横山健 難波章浩 / 作曲：Hi-STANDARD
3. Can I Be Kind To You
作詞：横山健 難波章浩 / 作曲：Hi-STANDARD
4. Going Crazy
作詞：横山健 難波章浩 / 作曲：Hi-STANDARD
5. Time To Crow
作詞：横山健 難波章浩 / 作曲：Hi-STANDARD
6. My Girl
作詞：作曲：Smokey Robinson、Ronald White
1964年に発表したテンプテーションズの同名曲のカバー
7. Hello My Junior
作詞：横山健 難波章浩 / 作曲：Hi-STANDARD
8. Big Ol' Clock
作詞：横山健 難波章浩 / 作曲：Hi-STANDARD
9. We’re All Grown Up
作詞：横山健 難波章浩 / 作曲：Hi-STANDARD
10. Punk Rock Is The Answer
作詞：横山健 難波章浩 / 作曲：Hi-STANDARD
11. Pacific Sun
作曲：Hi-STANDARD
12. I Know You Love Me
作詞：横山健 難波章浩 / 作曲：Hi-STANDARD
13. Bridge Over Troubled Water
作詞：作曲：Paul Simon
1970年に発表したサイモン&ガーファンクルの同名曲のカバー
14. Free
作詞：横山健 難波章浩 / 作曲：Hi-STANDARD
15. Friend Song -Bonus Tracks-
作詞：横山健 難波章浩 / 作曲：Hi-STANDARD
16. Cabbage Surfin’ -Bonus Tracks-
作曲：Hi-STANDARD